# دومينيك كنول
دومينيك كنول هو مسير أعمال إيطالي، ولد في 17 يونيو 1983 في بولسانو في إيطاليا.